# Basketball-Bundesliga Bester Offensivspieler
Il Basketball-Bundesliga Bester Offensivspieler è il premio conferito dalla Basketball-Bundesliga al miglior attaccante della stagione regolare.

## Vincitori
| Stagione  | Nazionalità   | Giocatore          | Squadra                |
| --------- | ------------- | ------------------ | ---------------------- |
| 2004-2005 | Stati Uniti   | Chuck Eidson       | Gießen 46ers           |
| 2005-2006 | Stati Uniti   | Andrew Wisniewski  | Telekom Baskets Bonn   |
| 2006-2007 | Stati Uniti   | Casey Jacobsen     | Brose Bamberg          |
| 2007-2008 | Stati Uniti   | Julius Jenkins     | ALBA Berlino           |
| 2008-2009 | Stati Uniti   | Julius Jenkins (2) | ALBA Berlino           |
| 2009-2010 | Stati Uniti   | Julius Jenkins (3) | ALBA Berlino           |
| 2010-2011 | Stati Uniti   | DaShaun Wood       | Skyliners Frankfurt    |
| 2011-2012 | Stati Uniti   | DaShaun Wood (2)   | ALBA Berlino           |
| 2012-2013 | Stati Uniti   | John Bryant        | Ratiopharm Ulm         |
| 2013-2014 | Stati Uniti   | Darius Adams       | Eisbären Bremerhaven   |
| 2014-2015 | Stati Uniti   | D.J. Kennedy       | MHP Riesen Ludwigsburg |
| 2015-2016 | Stati Uniti   | Brad Wanamaker     | Brose Bamberg          |
| 2016-2017 | Stati Uniti   | Raymar Morgan      | Ratiopharm Ulm         |
| 2017-2018 | Canada        | Philip Scrubb      | Skyliners Frankfurt    |
| 2018-2019 | Stati Uniti   | John Bryant        | Gießen 46ers           |
| 2019-2020 | Non assegnato | Non assegnato      | Non assegnato          |
| 2020-2021 | Canada        | Trae Bell-Haynes   | Crailsheim Merlins     |
| 2021-2022 | Stati Uniti   | T.J. Shorts        | Crailsheim Merlins     |
| 2022-2023 | Stati Uniti   | DeWayne Russell    | EWE Baskets Oldenburg  |
| 2023-2024 | Stati Uniti   | Otis Livingston    | Würzburg Baskets       |
| 2024-2025 | Panama        | Jhivvan Jackson    | Würzburg Baskets       |